# Gzik
Gzik (rzadziej gzika)  – potrawa charakterystyczna dla kuchni wielkopolskiej i kuchni kujawskiej; twaróg rozrobiony ze śmietaną (zamiast śmietany bywa stosowane mleko lub jogurt), wymieszany ze szczypiorkiem i rzodkiewką (bywają też inne dodatki, np. cebula lub jajko). Gzik podawany razem z ziemniakami w mundurkach nosi gwarową nazwę pyry z gzikiem.